# Nová Ves (Praha-východ)
Nová Ves é uma comuna checa localizada na região da Boêmia Central, distrito de Praha-východ.